# لمسید
لمسید (به فرانسوی: Lamssid) یک منطقهٔ مسکونی در مراکش است که در استان بوجدور واقع شده‌است. لمسید ۳۲٫۲۴ کیلومتر مربع مساحت و ۱٬۱۶۱ نفر جمعیت دارد.